# La patente
La patente è una novella di Luigi Pirandello, pubblicata nel 1911 sul Corriere della Sera, inclusa nella raccolta Novelle per un anno nel 1922.
Protagonista della novella è Rosario Chiàrchiaro, un uomo scacciato dal banco dei pegni per essere stato considerato uno iettatore. I superstiziosi temono talmente gli influssi della malasorte che egli apporta che, al suo passaggio, fanno i più svariati segni scaramantici: toccano il ferro, fanno il gesto delle corna.
Agli occhi del giudice D'Andrea sembra che Chiarchiaro abbia querelato due giovani che in sua presenza hanno fatto "gli scongiuri di rito": ma non è così. Nell'ufficio del giudice, Chiarchiaro, per lo stupore di D'Andrea, arriva vestito come un perfetto menagramo. Il protagonista dichiara che non ha nessuna intenzione di far condannare i due giovani: il suo obiettivo è invece quello di ottenere una patente di iettatore con cui pretendere di essere pagato per evitare i suoi malefici. Infatti Chiarchiaro, stanco della schifosa umanità, vuole ora vendicarsi sfruttando la superstizione popolare imponendo una tassa che nessuno al suo passaggio rifiuterà di pagare.

## Tematiche
Anche in questa novella, dal carattere pessimistico e dallo stile verista verghiano, Pirandello espone il suo gioco delle maschere dove con un atto grottesco di ribellione vince una finta giustizia su una reale ingiustizia.
La patente affronta il tema tipicamente pirandelliano del contrasto fra ciò che siamo e ciò che pensano di noi. Questo tema emerge attraverso una vicenda legata all'ignoranza e alla superstizione di una società culturalmente arretrata, in cui perfino i giudici credono alla iettatura e al malocchio. Di fronte a questa società, che impone all'individuo una "maschera"  odiosa e opprimente, l'uomo non può ribellarsi, ma solo accettare il proprio destino.

## Fortuna dell'opera
Da questa novella è stato tratto nel 1954 l'episodio omonimo diretto da Luigi Zampa e sceneggiato da Vitaliano Brancati con Totò nel ruolo di Rosario Chiarchiaro nel film Questa è la vita.

## Edizioni
- Luigi Pirandello, Novelle per un anno, Prefazione di Corrado Alvaro, Mondadori 1956-1987, 2 volumi. 0001690-7
- Luigi Pirandello, Novelle per un anno, a cura di Mario Costanzo, Prefazione di Giovanni Macchia, I Meridiani, 2 volumi, Arnoldo Mondadori, Milano 1987 EAN: 9788804211921
- Luigi Pirandello, Tutte le novelle, a cura di Lucio Lugnani, Classici Moderni BUR, Milano 2007, 3 volumi.
- Luigi Pirandello, Novelle per un anno, a cura di S. Campailla, Newton Compton, Grandi tascabili economici.I mammut, Roma 2011 Isbn 9788854136601
- Luigi Pirandello, Novelle per un anno, a cura di Pietro Gibellini, Giunti, Firenze 1994, voll. 3.